# Лозы (Барановичский район)
Ло́зы (бел. Лозы) — деревня в Барановичском районе Брестской области Белоруссии. Входит в состав Городищенского сельсовета. Расположена в 31,5 км по автодорогам к северу от центра Барановичей, на расстоянии 7,5 км по автодорогам к западу от центра сельсовета, городского посёлка Городище. Население — 1 человек (2023).

## География
В 300 метрах к востоку от деревни берёт своё начало река Сиверга, правый приток реки Сервеч.

## История
Известна с 1567 года, с конца XVIII века — в составе Российской империи.
В 1897 году — деревня Городищенской волости Новогрудского уезда Минской губернии, 7 дворов. В 1909 году — 12 дворов.
После Рижского мирного договора 1921 года — в составе Городищенской гмины Барановичского повета Новогрудского воеводства Польши, 13 дворов.
С 1939 года — в составе БССР, с конца июня 1941 года до июля 1944 года оккупирована немецко-фашистскими войсками.
В 1940–62 годах — в Городищенском районе Барановичской, с 1954 года Брестской области. Затем передана Барановичскому району.
В 2013 году передана из упразднённого Гирмантовского сельсовета в Городищенский.

## Население
По состоянию на 1 января 2023 года в деревне проживало 1 человек в 1 хозяйстве, в том числе 0 моложе трудоспособного возраста, 1 — в трудоспособном возрасте и 0 — старше трудоспособного возраста. 
| Численность населения (по переписи) | Численность населения (по переписи) | Численность населения (по переписи) | Численность населения (по переписи) | Численность населения (по переписи) | Численность населения (по переписи) | Численность населения (по переписи) | Численность населения (по переписи) |
| 1897                                | 1909                                | 1921                                | 1939                                | 1959                                | 1999                                | 2009                                | 2019                                |
| ----------------------------------- | ----------------------------------- | ----------------------------------- | ----------------------------------- | ----------------------------------- | ----------------------------------- | ----------------------------------- | ----------------------------------- |
| 62                                  | ↗73                                 | ↗84                                 | ↘80                                 | ↗100                                | ↘24                                 | ↘5                                  | ↘1                                  |